# テイルズ オブ ザ テンペスト
『テイルズ オブ ザ テンペスト』（TALES OF THE TEMPEST、略称：TOT / テンペスト）は、2006年10月26日にバンダイナムコゲームスから発売されたニンテンドーDS用RPG（公称ジャンル名は「魂を呼び覚ますRPG」）。

## 概要
『テイルズ オブ』シリーズ初のニンテンドーDS用作品。半人半獣の姿に変身する能力を持つ種族「レイモーンの民」が異端者として扱われている大陸を舞台に、少年カイウスが連れ去られたレイモーンの民である義父を助け出す旅に出、やがてレイモーンの民が異端者扱いを受けるようになった原因へと迫っていくというストーリーが描かれる。
開発にあたり、「コンパクト化した『テイルズ』はどうなるのか」というアプローチがされている。キャラクターデザインはいのまたむつみと奥村大悟が担当。戦闘システムは2004年に発売された同シリーズの『テイルズ オブ リバース』同様の3ライン制。メニュー画面の操作や料理システムなど、タッチペンを使ったニンテンドーDSならではの操作を取り入れている。シナリオは10時間強ほどで終わる短いもので、複雑に考えさせないストレートな英雄譚となっている。
2007年には小説版およびサウンドトラックが発売されている。小説版はキャラクターの内面を掘り下げた内容であり、サウンドトラックは本作品のBGMと、ゲーム本編のその後を描いたボイスドラマを収録している。

## システム
ゲームはフィールドマップと、フィールドマップ上に点在する街やダンジョンを行き来し、戦闘を交えながら進んでいく。フィールドやキャラクターは3Dポリゴンで描かれている。フィールドマップは6つあり、フィールドマップの端の方まで移動するか、端にあるダンジョンを介すことで別のフィールドマップへ移ることができる。フィールドマップや街・ダンジョンは下画面に表示され、キャラクターの移動はボタンだけでなく、下画面のタッチでも行える。
昼夜の概念が存在し、昼か夜かによってフィールドマップ上に出現する敵や街の住人の位置が変化するといった違いが現れる。フィールドマップ上ではアイテム「テント」を使用することで、HPとステータス異常を回復できる。また、キャラクターたちの会話を聞くことができる「キャンプスキット」が始まり、これにより料理のレシピや称号が手に入ることもある。キャンプスキットはストーリー上で必ず発生するものもある。

### 戦闘
名称は3on3-LMBS（スリーオンスリー・リニアモーションバトルシステム）と言い、3つのライン上でアクションゲームのような戦闘が行われる。3on3とは「3ライン」「3D」の意味。ニンテンドーDSのタッチパネルとダブルスクリーンを活かして、技の使用やアイテムの使用がシームレスにバトルと結合している。術技の使用には「TP（テクニカルポイント）」を使用する。
本作品の技は「特技」「必殺技」「奥義」の3つがあり、「特技」を出した後、さらに特定の特技を出すと「必殺技」が発動し、さらなる特技発動によって「奥義」を出せる。必殺技と奥義は単体で出すことはできない。プレイヤーキャラクターのうち、カイウスとフォレストはストーリーが進むと獣人化という能力を使用できるようになり、使用すると容姿が変貌し戦闘力が上がり、使用可能な技が「ビーストブロウ」のみになる。
キャラクターの武器はアイテム「アーティフェイス」を使用することで強化でき、「エレメント属性」のアーティフェイスでは属性の付与や攻撃力の増加、「状態属性」のアーティフェイスでは相手を状態異常にする状態属性の付与が行える。両属性は同時に付けられるが、それぞれの属性は最初に付けたもののみ反映され、以降変更はできない。特定の武器はある程度強化を行うと「覚醒」し、別の武器に変化する。

### 料理
食材を複数使用し、HPやTP、状態異常を回復するアイテム「料理」を作り出すシステム。調理方法には「レシピを選ぶ」「食材を選ぶ」という2通りの方法があり、後者にはレシピがなくても食材があればその料理を作れるという特徴がある（食材を間違えると失敗となる）。
調理にはタッチペンを使用し、「まないた」「フライパン」「鍋」と、それぞれの調理法によりタッチペンの動かし方が変わってくる。制限時間内に規定数タッチペンを動かすと調理成功となり料理を入手できるが、失敗すると食材を失う。
1度料理を使用すると次の戦闘を終えるか宿屋に泊まるまで再度使用できなくなる。
料理を使用すると回復効果の他に、次の戦闘中のみパラメータアップなどの恩恵を受けられる「シークレット効果」が一定確率で発生する。

### ワイヤレスプレイ
ワイヤレス通信により3人まで協力プレイが可能。それぞれキャラクターを1人選びダンジョンに潜り、宝箱を入手することが目的。他のプレイヤーが戦闘中の場合、そのキャラクターに触れることで戦闘に参加することが可能。

## ストーリー

### 背景
本編より100年前、大陸アレウーラでは、半人半獣の姿に変身する能力や、空間エネルギーを利用するための空間言語「プリセプツ」の技術を持つ種族「レイモーンの民」と、獣人化能力を持たない種族「ヒト」が平和的に共存していた。しかしレイモーンの民は繁栄により増長し出し、ヒトや自然を軽んじ争い合うようになる。レイモーンの宰相クベールはこの状況を悲観していた。
同じ頃、ヒトに取り憑き精神を乗っ取る生命体「スポット」の世界から、ウォールス・ガーナーが空間転移の実験の失敗によりアレウーラに現れていた。ウォールスはアレウーラと故郷を繋ぐ扉を開くプリセプツ「生命の法」を構築する。そして生命の法の実験を行うためクベールに接触し、民に良き心を取り戻させるには生命の法が必要であり、それを使うにはレイモーンの民の魂から生成される宝石「ペイシェント」が必要であるとそそのかす。クベールは数十万のレイモーンの民を犠牲にしてペイシェントを生成し、これを使用して生命の法を行う。扉は現れたものの完全ではなく、生きたレイモーンの民を飲み込みレイモーンは一夜にして滅びた。崩壊したレイモーンの凄惨さから、人々は「獣人戦争」というレイモーンの民とヒトの戦争を想像するようになる。
ヒトがアレウーラの覇権を握った後、ウォールスは当時子供だった国王アレウーラ5世の体を乗っ取り、アレウーラと故郷が接近する100年後を待った。その間ウォールスは、クベールの生命の法により生成されたペイシェントを集め生命の法を行うため、教会に異端審問会を設置。レイモーンの民を異端者であるとして捕獲し始め、ペイシェントの情報を引き出すため監禁・拷問していた。レイモーンの民は、「リカンツ」と蔑称されるようになる。
本編より14年前には、8人のレイモーンの民が迫害をやめるよう国王に直訴するが、子供の容姿を保ち続ける国王の秘密を隠すため、逃亡した2人を除く全員が処刑されるという結果に終わる。このことは後に「ジャンナ事件」と呼ばれるようになる。

### 本編
ある日、アレウーラの辺境にある村フェルンに手負いの騎士が現れ、村の少年カイウスに「ジャンナの大公に届けて欲しい」とカイウスの母の形見にそっくりな赤い結晶「ペイシェント」を渡し息絶える。その直後現れた黒い魔物「スポット」を、カイウスの養父ラムラスは獣人化して退ける。このことでレイモーンの民であることが露見したラムラスは異端審問官のルキウスとロミーに捕まり、カイウスの幼馴染である少女ルビアの両親はラムラスを庇ったことでロミーに殺される。ルビアは両親の仇を取るため、カイウスはラムラスを救うため首都ジャンナへと向かい、センシビア王国で起きている異変調査のためアレウーラを訪れた王子ティルキス、その従者でレイモーンの民のフォレスト、教会の僧兵アーリアらの協力を得てラムラスを助け出すが、ラムラスはロミーに殺される。やがてカイウスたちは、ジャンナ教会のトップである教皇が、死者を生き返らせるプリセプツ「生命の法」を行うためペイシェントを集めていたこと、生命の法の実験以降スポットが現れるようになったこと、ペイシェントがレイモーンの民の魂から精製されるものであることを知る。
カイウスたちは生命の法の手掛かりを得るため、レイモーンの民が暮らす村サンサを訪れるが、そこでフォレストの友人トールスによるジャンナ襲撃の計画を知り、自分たちが教皇との決着を付けることを約束してトールスを思い留まらせる。ジャンナでの戦いでカイウスたちに敗れたルキウスは自身の過ちに気づいて改心し、教皇は正気を取り戻す。教皇は生命の法で妻を生き返らせようとしていたが、スポットに取り憑かれたことで異端者狩りの強化やペイシェントの収集を行うようになったのである。このことが明らかとなった直後に教皇はロミーの攻撃により倒れ、カイウスたちにクベールという人物に会うよう言い残し息絶える。クベールの明かした真実により、国王が黒幕であると理解したカイウスたちは国王の元へ向かい、立ち塞がるロミーをルキウスと協力して倒す。国王はカイウスたちに自身の正体や生命の法の真実を語り、スポットの世界に繋がる扉を開く。カイウスたちは国王を倒し、カイウスの母の形見であるペイシェントを使用した生命の法で扉を閉じる。
3か月後、ジャンナではヒトとレイモーンの民による評議会が開かれるようになり、フォレストがレイモーンの民代表として出席していた。ティルキスはアーリアとともにセンシビアへ戻り、ルキウスは異端審問会を解散させていた。ルビアは僧になるための勉強をしたいと言い、カイウスは世界を見て回りたいと考えていた。カイウスはルビアとともに世界を回りたいと思いつつも言い出せないでいたが、ルビアの方から付いて行くと言い出す。2人は船に乗り込み、次の大陸へ出発する。

## 登場人物

### 主要人物
カイウス・クオールズ (Caius Qualls)
声 - 高城元気
15歳 / 身長165cm / 体重56kg / 一人称・オレ / 好物・マーボーカレー / 特技・剣術 / 趣味・森の探検 / 嫌いなもの・お化け、甘い物 / 好きな言葉「なんとかなる」
本作の主人公。前向きな性格で、様々なことに悩むがすぐに立ち直る。ヒトとレイモーンの民のハーフにしてレイモーン王家最後の生き残り。ハーフであるからか、レイモーンの民の証である痣「ザンクトゥ」がまだない。15歳の現在に至るまでレイモーンの民であることは知らされず、アレウーラの辺境の村フェルンで養父ラムラスと2人で暮らしていた。母メリッサの形見として赤い結晶「ペイシェント」をあしらったペンダントを持っており、ある日、傷だらけの姿で村に現れた騎士からそれと全く同じ輝きを放つ宝石を託されたことから、カイウスの冒険が始まる。
獣人化カイウス・クオールズ（じゅうじんかカイウス・クオールズ）
声 - 高城元気
獣人化したカイウス。第1主要マスコット。
ルビア・ナトウィック (Rubia Natwick)
声 - 門脇舞
15歳 / 身長155cm / 体重46kg / 一人称・あたし / 好物・焼き魚 / 特技・大声 / 趣味・カイウスとのケンカ / 嫌いなもの・掃除 / 好きな言葉「尻に敷く」
本作のヒロイン。カイウスの幼馴染。おしゃまで勝気な性格だが、少女らしい感情のゆらぎもある。カイウスに対して淡い恋心を抱いているものの素直になれないでいる。教会の僧である両親を持ち、彼女自身も近い将来、首都に赴き僧兵の修行を受けるはずだったが、レイモーンの民であるラムラスを捕らえるために現れたロミーに両親を殺され、仇討のためにカイウスと共に村を離れる。
ティルキス・バローネ (Tilkis Barone)
声 - 山崎たくみ
18歳 / 身長178cm / 体重68kg / 一人称・俺 / 好物・ステーキ / 特技・しりとり(でありたい) / 趣味・狩り / 嫌いなもの・アルバート / 好きな言葉「思い立つ日が吉日」
アレウーラ大陸の西に位置する島国「センシビア王国」の第四王子。王族らしい落ち着きさはないが、柔軟な思考を持つ。パーティーのリーダー的存在で、全体の舵取りを担う。昨今の祖国の天変地異の原因を突き止めるために、従者のフォレストと供にアレウーラの首都に赴き、その道中でカイウスたちと出会う。旅の中でアーリアに好意を持ち、旅が終わった後に想いを伝える。
フォレスト・ルドワウヤン (Forest Ledoyen)
声 - 乃村健次
45歳 / 身長195cm / 体重95kg / 一人称・私（素は俺） / 好物・ロールキャベツ / 特技・地獄耳 / 趣味・まき割り / 嫌いなもの・海(苦労する事が多いから) / 好きな言葉「自由」
レイモーンの民の大男。ジャンナ事件にかかわった8人のレイモーンの民の1人で、処刑される前に牢屋から脱出し、センシビアに亡命。捕えられるも、ティルキスに見込まれ従者になった。アレウーラの地理に詳しく、水先案内人としてティルキスの旅に同行している。腕っ節と思慮深さから、仲間から厚い信頼を受けている。だがジャンナ事件以後、ティルキスに会うまでは仲間を見捨ててしまった不甲斐なさから自暴自棄になっていた。ジャンナ事件までは、レイモーンの民であることを誇りに思っていたらしい。
獣人化フォレスト・ルドワウヤン（じゅうじんかフォレスト・ルドワウヤン）
声 - 乃村健次
獣人化したフォレスト。第2主要マスコット。
アーリア・エクバーグ (Arria Ekberg)
声 - 荒木香恵
18歳 / 身長165cm / 体重52kg / 一人称・わたし / 好物・豚汁 / 特技・ギャグ(のつもり) / 趣味・プリセプツの構築 / 嫌いなもの・オーガ / 好きな言葉「縁の下の力持ち」
教会の僧侶。教会に所属しながらも異端者狩りに疑問を抱いている。最近首都に現れるようになった魔物をジャンナ地下の下水道で一人で食い止めていたとき、カイウスと知り合う。フォレスト救出作戦の際「カイウスの友人なら私の友人だから」と言って仲間に加わる。これは幼馴染であるアルバートのスパイとしての行動だったが、カイウスたちに同行するうちに疑問を持つようになり、また権力に取り憑かれたアルバートが最早自分の知るアルバートではないことに気づき、彼と決別する。

### 敵
ルキウス・ブリッジス (Lukius Bridges)
声 - 斎賀みつき
15歳 / 身長165cm / 体重56kg / 一人称・ボク / 好物・フルーツサンド / 特技・転移プリセプツ / 趣味・礼拝堂の清掃 / 嫌いなもの・辛いもの / 好きな言葉「兄弟は他人の始まり」
異端審問官の少年。教皇の右腕として教会の僧侶たちを率いる。カイウスの双子の弟であり、素顔もカイウスと瓜二つである。カイウスの持つペイシェントを狙っている。罪のないレイモーンの民を拷問することに胸を痛めつつも父である教皇のため働いていたが、カイウスとの戦いの中で自身の行動に疑問を持つようになり、ジャンナ教会にてカイウスに敗北したことで自分が間違っていたことを確信する。カイウスたちがアール山にてロミーと戦った際には、スポット化したロミーを確実に倒すためのプリセプツでカイウスたちに協力する。
『テイルズ オブ ザ レイズ』では、プレイヤーキャラに昇格。
ロミー (Rommy)
声 - 瀬那歩美
15歳 / 身長161cm / 体重49kg / 一人称・わたし
異端審問官の少女。元々は子供らしい性格だったが、教皇の行った不完全な生命の法によりスポットに体を乗っ取られたことで残忍な性格になっていき、最終的に完全なスポットと化した。ルキウスと共にフェルンへ現れ、ラムラスを陥れるためにルビアの両親を殺害する。教皇に仕えているように見せかけ、実は国王に仕えており、教皇の動向を監視していた。国王のもとへ向かうカイウスたちの前に立ち塞がるが、ルキウスの魔法とカイウスの剣により死亡する。
アルバート・ミュラー (Albert Mueller)
声 - 麻生智久
20歳 / 身長183cm / 体重72kg / 一人称・私
首都ジャンナを警備している黒騎士団の団長。弱冠20歳ながら騎士団長まで上り詰めた剣術の達人で、戦闘ではティルキスと同じ技を使用する。ペイシェントと騎士についての情報を得ようとカイウスを狙い、アーリアをスパイとして送り込むが、意見の相違から彼女の手で倒される。
ヴィンセント・ブリッジス (Vincent Bridges)
声 - 小林清志
ルキウスの父で教皇。ジャンナ教会ボス。妻であるメリッサを生き返らせるために生命の法を行ったが、スポットに巣食われたことで異端者狩りの強化やペイシェントの収集を行うようになる。カイウスたちとの戦いで正気を取り戻すがロミーの攻撃により死亡する。
アレウーラ8世 【（アウローラはちせい）/Areulla VIII】
声 - 長克巳
全ての元凶で最終ボス。アレウーラ国王だが正体は100年前に異世界から来たスポット「ウォールス・ガーナー」が子供だったアレウーラ5世に乗り移ったもので、以降国王に成り済ましていた。スポットを呼び寄せ、カイウスたちの世界を征服するため生命の法を作り、クベールをそそのかしペイシェントを生成させる。このペイシェントを集めるため異端審問会を設置、異端者狩りで捕らえたレイモーンの民からペイシェントの情報を聞き出そうとしていた。また、教皇を使って異端者狩りの強化や生命の法の実験を行っていた。

### その他
ラムラス・クオールズ
カイウスの養父。以前はレイモーンの王家に仕えていた騎士であり、メリッサの護衛の任を受けていた。15年前の異端者狩りの際にメリッサから生まれたばかりのカイウスを託され、以来カイウスの父として彼を育て上げた。フェルンがスポットの軍勢に襲われた際に獣人化したことにより、村人たちにレイモーンの民であることが知られ、ルキウスたちに拘束される。その後カイウスたちによって他のレイモーンの民と共に救出されるが、黒騎士団の襲撃に遭い、川を流れていき岸に上がった直後、ロミーのプリセプツによって無理矢理獣人化。獣人化したカイウスとの戦闘後、ロミーに魂を吸い取られ死亡する。
トールス・テネレッツァ
レイモーンの民で、フォレストの友人。元々は争いを好まず、ヒトとの共存を願っていたが、ジャンナ事件でヒトに絶望し、武力での制圧も辞さないようになる。ジャンナの襲撃を計画していたが、フォレストの気持ちを察し襲撃をやめ、カイウスたちが教皇のもとへ向かう際にスポットの足止めをする。

## 開発
シリーズ内において、据え置き機のメインストリームと携帯ゲーム機のメインストリームという2つの流れを作りたいという狙いがあったという。本作品はその文脈で開発され、「コンパクト化した『テイルズ』はどうなるのか」というアプローチがなされている。開発期間は明言されていないが、後のDS用作品『テイルズ オブ ハーツ』の開発期間は約2年であり、他のDS用の2作品にかかった期間とほとんど変わらないと言及されている。
本作品は携帯機であることから出先でも気軽に遊べるRPGが目指されているが、ストーリーが新規のオリジナルのものであることから据え置き機のオリジナルタイトルと同等の扱いでもあるとされ、タイトルは「メジャー感」を意識して「世界で起こりうる争乱」「激しい出来事」といった意味を込め「テンペスト」と付けられた。開発中の仮タイトルはDSでの1作目という意味で「TO#DS1」だった。DSと絡めたタイトルとして「ドゥームサイン」（運命のサイン）という案があったが、「ドゥーム」という悪い言葉はアメリカ側の評判が悪かった。
プロデューサーである吉積信は『テイルズ オブ ジ アビス』の開発終了後、すぐに本作品の制作に移行した。
シナリオ担当は平詩野（現・平舞喜歩）、沖俣陸、栗田真樹生。沖俣は途中からシナリオ制作にかかわった。『テイルズ オブ リバース』・『テイルズ オブ ジ アビス』と、国や人間関係が複雑に絡むタイトルが続いていたため、本作品はキャラクター・物語ともにストレートなものになっている。
BGM担当者は桜庭統。桜庭にとっては本作品が初のDS作品だったことからBGM制作には苦労したという。また、DSは音の制約が多いため、BGMは音の少ないポップなものが向いていると考えたが、本シリーズはRPGを代表する作品であることから、壮大な感じを出すようにしたという。
ハードの特性上キャラクターを喋らせることが厳しく、発声は技名や料理時に留まっている。
オープニングムービーはCGとプロダクション・アイジー制作のアニメーションで構成される。
シリーズのプロデューサーを務める馬場英雄は本作品について、キャラクターデザインやストーリー、システムなどはきちっと煮詰めて開発されたことは間違いないとしながらも、表現し切れなかった部分や、初のDS用作品であることによる技術的な問題点も多数あったとし、次のDS用作品『テイルズ オブ イノセンス』では本作品での反省を活かしていると語っている。
シリーズの数作品でプロデューサーを務める大舘隆司は、『テイルズ オブ イノセンス R』や『テイルズ オブ ハーツ R』に登場する異世界「トライバース」と本作品を関連させる意向を示している。また、2014年に公開されたインタビューにおいて馬場は、本作品のリメイクを長い間議論していたが今のところは予定がないことや、本作品のリメイクを望む声が多数あることを明かしている。

### キャラクターデザイン
キャラクターデザインは本作品でシリーズへの参加が5度目となるいのまたむつみが担当。画面上のキャラクターとイメージを合わせるために頭身を低く描いており、ポリゴンで表現するためにシルエットをシンプルなものにしている。
カイウスは、最初にデザインを行った段階ではどのように獣人化するか把握していなかったため、獣人化してもカイウスであるとわかるように髪の一房に色がつけられた。カイウスの衣装は獣人化して体格が変わっても破れないようにとの考えから、タンクトップとだぼだぼのパンツとなっている。
ルビアは、本作品と同じく種族を扱った『テイルズ オブ リバース』の登場キャラクター・アニーのような「なんちゃってエスニック」のテイストが取り入れられており、マントの先端に付いている青い玉もアニーのものと揃えられている。ルビアのモチーフは花で、服は花を逆さまにしたようなデザインとなっており、髪にも花が飾られている。
ティルキスのデザインは和風のイメージで、侍や少年剣士といったものの雰囲気に「別のなにか」が足されている。ティルキスの甲冑はハードの制約上大きなものをつけられないため、色分けで分かる程度のパーツとなっている。
フォレストについては、ちびキャラの壮年男性という題材が難しいものだったことが語られている。獣人化時のフォレストはやや猫背になっているが、そういう指定があったのかもしれないといのまたは回想している。
アーリアについては、ゲーム中のポリゴンモデルの頭が大きかったことからいのまたは「某メーカーの人形」を連想し、そのイメージでデザインした。
ルキウスは仮面をつけているが、『テイルズ オブ デスティニー2』の登場キャラクター・ジューダスのつけていた「顔を見せる仮面」と違い、目も見えないほどに顔を覆うものであるため、それほど苦労はしなかったという。
アルバート、ロミー、国王のデザインは奥村大悟が担当。

## 発売まで
2005年12月、本作品が2006年に発売されることと、開発度が30%であることが明らかにされた。
2006年1月には、本作品のテーマソングがmisonoの「VS」であることが明かされた。misonoは『テイルズ オブ シンフォニア』のテーマソングを担当したday after tomorrowのボーカルであり、「VS」がソロ活動デビュー曲となる。misonoは本作品のイメージソング / CMソングである「ラブリー♡キャッツアイ」も担当した。また、開発進行状況が50%であることも発表された。
2006年2月には発売日が2006年4月13日に決定したと発表され、設定資料やいのまたむつみのインタビュー記事が掲載されている「オフィシャルファンブック」が手に入る予約キャンペーンが行われた。しかし「さらなるクオリティアップのため」という名目で6月8日に延期。その後さらに2006年内と変更され、予約キャンペーンも一時中止された。2006年6月にはシリーズの2006年度のラインナップ発表会が行われ、本作品の予約キャンペーンを再構築中であると発表。その後発売日が2006年10月26日と決定し、予約キャンペーンも再開している。また新たな予約特典として、DS用ソフトを入れられ、DSの画面を拭き取ることもできる「フキフキ巾着」が追加された。延期についてはプロデューサーの吉積信が「全て私の責任」と謝罪している。

## 評価
本作品は301,000本を出荷している。発売初週には8.8万本を販売した。発売10日では105,288本を販売し、「人気シリーズの完全新作としてはややさびしい印象」とコメントされた。2007年12月30日まででの集計では、205,541本を販売している。
『DENGEKI DS Style』ではストーリーについて、序盤の展開などを「シリーズとして納得のいく仕上がり」としている。またオープニングについて、アニメーションが良い出来であることや、歌付きであることを評価しているが、会話メッセージや戦闘中のHit数が上画面に表示されることに抵抗があるとしている。
ITmediaのレビューでは「シリーズの魅力がギュッと詰まっている」と評価された。『ゲーマガ』では、シリーズ伝統のバトルシステムやオープニングソングといった、リッチなスペックのハード向けの要素がすべて搭載されていることが見事と評価されているが、それらの要素は従来作品からの簡素化が行われており、その簡素化が積み重なった結果、据え置きの従来作品と比べると物足りないものとなっていると指摘されている。
『ファミ通DS+Wii』では4人のレビュアーがそれぞれ8,7,7,8点をつけ、40点満点中30点を得た。戦闘システムを「よりアクション性が高まった印象」「テンポがよく気持ちいい」、ストーリーを「魅力的」と評価しているが、マップが広いために目的地がわかりにくいことや、シリーズ経験者でなければシステムを理解しにくいといった点が不満点として挙げられている。
『GAME SIDE』ではカイウスとルビアの淡い恋物語のようなやりとりを評価しているが、10時間強で終わってしまうストーリーの短さについて不満を述べている。また戦闘において、ステータスが上画面、戦闘が下画面に表示されるために、ステータスと戦闘を同時に追いづらくなっていることを指摘している。
『テイルズ オブ イノセンス』のプロデューサー大舘隆司は、コンパクトなテイルズとして作られた本作品が、必ずしもユーザーに満足して貰えるものではなかったということを語っている。

### 作品の分類への反応
発表当初、制作サイドは本作品について本編作品であるとも外伝作品であるとも明言していなかったが、一部のメディアは「『テイルズ オブ ファンタジア なりきりダンジョン』のような外伝的な作品ではなく本格的なシリーズ作品」「本編」「正伝」と、本作品を外伝ではないものとして紹介していた。発売後の2007年7月20日、シリーズにはマザーシップタイトル（本編作品）とエスコートタイトル（外伝作品）という区分けが発表され、本作品はエスコートタイトルに分類されて外伝作品であることが明確化されたが、gameinformerでは本作品が元々本編作品だったということを前提とした上で、外伝に分類された理由を本作品の品質が低いものだったからではないかと推測している。なお、「マザーシップ / エスコート」という分類は後の2020年に廃止された。

## 関連作品

### 小説
テイルズ オブ ザ テンペスト
スーパーダッシュ文庫（集英社）より刊行。著者は金月龍之介、イラストはいのまたむつみ・松竹徳幸。ゲーム本編を綴った「テンペスト」、本編では語られなかった「ジャンナ事件」に関わる人々を描く「セイクリッドシャイン」を交互に展開している。「小説ならではの魅力」として、キャラクターの内面の掘り下げが行われている。ゲームでは奥村大悟のデザインだったロミーとアルバートがいのまたにより描かれている。
- 嵐の章：2007年1月30日初版発行（25日発売）、ISBN 978-4-08-630337-8
- 輝きの章：2007年3月30日初版発行（23日発売）、ISBN 978-4-08-630346-0

### 漫画
ているず おぶ の食卓〜素直な心はシャケなべの中に〜
『ビバ☆テイルズ オブ マガジン』2015年6月号に掲載。作画はまるいし。ゲームに登場する料理「シャケなべ」をテーマとする作品。
この他、一迅社からアンソロジーコミックが1巻刊行されている。

## 関連商品

### 書籍
テイルズ オブ ザ テンペスト ファステストガイド
ゲーム序盤から中盤までの解説や、キャラクター紹介、システム解説、データを収録。
- 2006年10月31日初版発行（26日発売）、ISBN 978-4-08-779388-8

テイルズ オブ ザ テンペスト 公式コンプリートガイド
メインストーリーやサブクエストなどの攻略、設定資料集、いのまたむつみや開発者のインタビューを収録。
- 2006年11月29日初版発行（同日発売）、ISBN 978-4-902372-11-3

テイルズ オブ ザ テンペスト パーフェクトガイド
エンディングまでの攻略情報、データ、人名・用語辞典を収録。
- 2007年2月7日初版発行（1月26日発売）、ISBN 978-4-7577-3377-0

### サウンドトラック
「テイルズ・オブ・ザ・テンペスト」オリジナル・サウンドトラック
2007年2月21日発売。サウンドトラックとドラマCDの2枚組。ドラマCDはゲーム本編のエンディングでカイウスとルビアが乗り込んだ船での出来事を描いている。脚本はゲーム本編のシナリオ制作も担当した沖俣陸。

## 他のシリーズ作品との関連
テイルズ オブ ハーツ（2008年12月18日発売）
貴重品「白いマフラー」を入手するとカイウス、「大輪の髪飾り」を入手するとルビアを戦闘中に援護キャラクターとして呼び出せる。呼び出すとカイウスは「ビーストブロウ」、ルビアは「レイズデッド」を使用する。
テイルズ オブ ザ ワールド レディアント マイソロジー2（2009年1月29日発売）
シリーズキャラクター共演作品。カイウスとルビアがプレイヤーキャラクターとして登場。本作品以降、カイウスは獣人化時の技「ビーストブロウ」を、ルビアはイベント習得の「セイクリッドシャイン」を強力な術技である「秘奥義」として使用可能。また『テイルズ オブ ザ テンペスト』本編では、シリーズの他作品において使用されているスキット用の専用キャラクターイラストが存在しなかったが、本作品以降の関連作品では用意されている。
テイルズ オブ バーサス（2009年8月6日発売）
シリーズキャラクター共演作品。カイウスがプレイヤーキャラクターとして登場。
テイルズ オブ ヴェスペリア（PS3版）（2009年9月17日発売）
カイウスの衣装がラピード、ルキウスの衣装がフレンのコスチュームとして登場。
テイルズ オブ ザ ワールド レディアント マイソロジー3（2011年2月10日発売）
シリーズキャラクター共演作品。カイウスとルビアがプレイヤーキャラクターとして登場。
テイルズ オブ ザ ヒーローズ ツインブレイヴ（2012年2月23日発売）
シリーズキャラクター共演作品。カイウスとルビアがプレイヤーキャラクターとして登場。
テイルズ オブ ザ ワールド タクティクス ユニオン（2012年7月2日配信）、テイルズ オブ ザ ワールド レーヴ ユナイティア（2014年10月23日発売）
シリーズキャラクター共演作品。『タクティクス ユニオン』ではルビア、『レーヴ ユナイティア』ではさらにカイウスがプレイヤーキャラクターとして登場。
テイルズ オブ ハーツ R（2013年3月7日発売）
『テイルズ オブ ハーツ』のリメイク版。カイウスの衣装がシングのコスチュームとして登場。
テイルズ オブ ハーツ R インフィニット エボルブ
『ハーツ R』の予約特典ゲーム。カイウスとルビアをサポートキャラクターとして呼び出せる。呼び出すとカイウスは「ビーストブロウ」、ルビアは「ヒール」を使用する。
テイルズ オブ ザ レイズ（2017年2月28日配信）
シリーズキャラクター共演作品。カイウス、ルビア、ティルキス、フォレスト、アーリア、ルキウス、ロミーが登場。